# La nave (film 1921)
La nave è un film del 1921, diretto da Gabriellino D'Annunzio e Mario Roncoroni. È la seconda edizione cinematografica della tragedia scritta da Gabriele D'Annunzio, che già nel 1912 era stata portata sugli schermi in una prima edizione.

## Trama
In una città della pianura veneta ritorna Basiliola, figlia di Orso Faledro, un tribuno pagano che è stato destituito ed accecato, assieme ai suoi figli, dai Gratici, suoi avversari. L'arrivo di Basiliola, ansiosa di vendicarsi, porta la rovina nella famiglia avversaria. Obiettivo della vendetta sono i due fratelli Gratici, Marco, nuovo tribuno, e Sergio, vescovo cristiano. La donna seduce entrambi e li spinge ad un duello fratricida causato dalla gelosia, oltre ad uccidere lei stessa i torturatori del padre e dei fratelli.

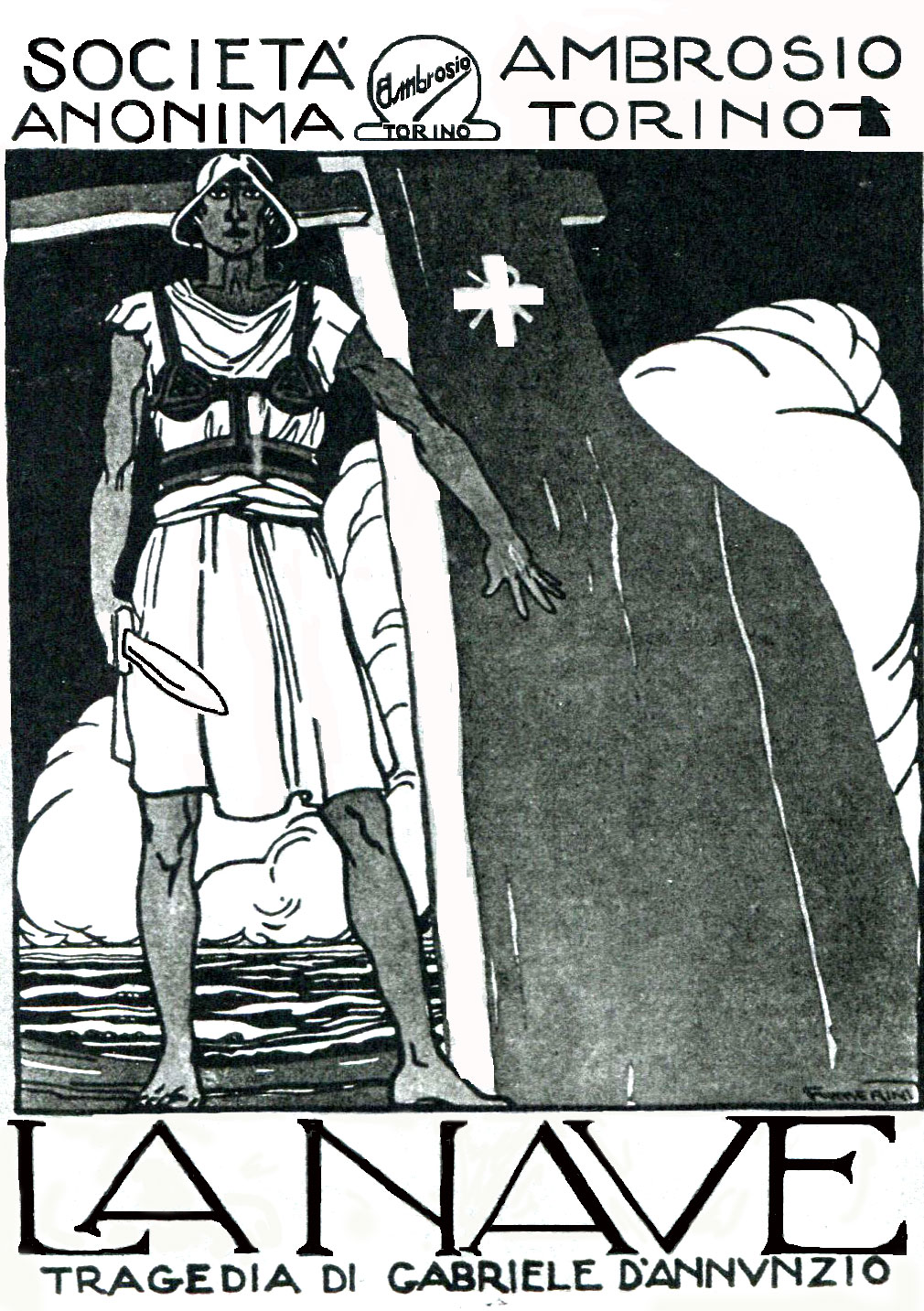
La promozione del film nel 1921

Marco uccide Sergio ma poi, capita la pericolosità della donna e l'errore commesso, la condanna alla stessa pena del padre. Per espiare la colpa del delitto salperà poi alla ricerca del corpo di San Marco, protettore di Venezia. Basiliola chiede ed ottiene di essere uccisa anziché accecata, ma in un momento di libertà si getta su un altare ardente. Alla morte della donna tutta la comunità parte per salvarsi dai barbari alle porte ed andare a fondare una città nella laguna: Venezia.

## Realizzazione del film
Il film è tratto dalla omonima tragedia che fu rappresentata per la prima volta a Roma al Teatro Argentina l'8 gennaio 1908. L'opera aveva costituito l'oggetto di un contratto che nel maggio 1911 era stato stipulato tra il poeta (a quel tempo residente a Parigi) ed il produttore torinese Arturo Ambrosio con il quale si prevedeva di trasferire sullo schermo sei opere da scegliersi tra quelle già edite da D'Annunzio, tra cui, oltre a questa, L'innocente e La figlia di Iorio, cosa che poi in effetti avvenne negli anni 1911 e 1912.
Quando la "Ambrosio" volle realizzare una seconda edizione de La nave, definita "poema adriatico", ottenne il consenso di D'Annunzio, che invece nel 1916 per una seconda edizione de La figlia di Jorio aveva promosso un'azione legale contro la stessa "Ambrosio".
A quel tempo il poeta era impegnato a Fiume, tuttavia seguì la realizzazione del film intervenendo presso il produttore affinché la regia fosse affidata al figlio Gabriellino, che già collaborava con la casa torinese (l'apporto alla regia di Roncoroni sembra sia stato molto limitato), e che dal "set" di Venezia lo raggiunse a Fiume per ricevere indicazioni. Il poeta impose inoltre che fosse la Rubinstein, che già nel 1911 si era molto adoperata per la firma del primo contratto con la "Ambrosio", a sostenere la parte della protagonista.

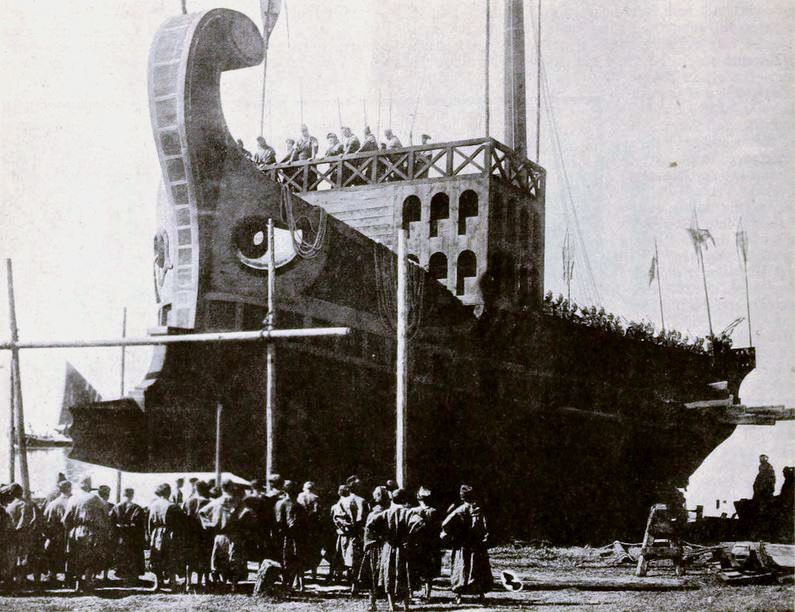
Foto di scena

Questa edizione della Nave diede anche origine a una delle ricorrenti cause legali della cinematografia italiana: in questo caso fu la "Ambrosio" a citare in giudizio presso il Tribunale di Roma la "U.C.I." con l'accusa di aver pubblicizzato il film, in Italia e all'estero, come un proprio prodotto, violando in tal modo i contratti di distribuzione.

## Accoglienza

### Commenti contemporanei
I giudizi su questa seconda edizione cinematografica del dramma dannunziano non furono, all'epoca, positivi, temperati soltanto dalla fama dell'autore e dall'impegno della produzione in un momento di profonda crisi del cinema italiano. Ne sono la prova due commenti, di cui il primo riconosceva che «Gabriellino ha fatto tutto quello che gli era possibile fare per restare fedele a quell'opera mirabile che inscenava, ma la sua capacità di riduttore e direttore, il personale artistico ed i mezzi scenografici a sua disposizione erano evidentemente troppo impari al bisogno», mentre l'altro riteneva La nave «una prova mirabile di energia fattiva e di genialità artistica nel campo della cinematografia italiana, prova che onora la "Ambrosio" e di cui ci possiamo vantare specialmente in un momento così angoscioso per la nostra industria».

### Commenti successivi
Anche in seguito questa Nave non ha riscosso apprezzamenti. «In questo film - ha scritto Bianco e nero nel 1952 - derivato da un'opera drammatica, l'influenza del palcoscenico è ancora presente, soprattutto nell'interpretazione della Rubinstein che, sebbene grande artista, non sa qui muoversi e danzare come richiede il cinema.». Più recentemente (2008) Brunetta ritiene La nave un film «lento, enfatico, sconnesso nella struttura e mal digeribile per il lessico dannunziano (anche se) merita uno studio che lo consideri come epicedio della grande produzione spettacolare nazionalista del cinema muto italiano, per lo stretto legame ideale con la vicenda della occupazione di Fiume, di cui sembra costituire la motivazione ideologica».

### Conservazione
Copie de La nave sono conservate presso le cineteche di Bologna e di Milano, nonché in una analoga istituzione spagnola.